# Franziska Sontag
Franziska Sontag, nata Martloff oppure Markloff (Heddernheim, 12 gennaio 1788 – Dresda, 10 aprile 1865), è stata un soprano e attrice teatrale tedesca.

## Biografia
Franziska Martloff era figlia di un funzionario della corte del principe elettore. Fecce il suo esordio sul palco scenico essendo dodicenne. Fu scritturata la prima volta al Stadttheater di Magonza e da lì venne al teatro di Coblenza. 
Tra il 1812 ed il 1814, la Martloff apparve al Teatro di corte di Darmstadt, e fu lì insieme a August Wilhelm Iffland. Nel 1814 si esibì al Teatro tedesco di Praga e vi rimase fino al 1824. Col tempo, venne qua a sostituire la sua collega Sophie Schröder come „prima attrice“. 
Dal 1824 fecce numerosi tour a Vienna e Berlino. Sposò un suo collega, l'attore Franz Sontag, ed ebbero due figlie, Henriette e Nina, tutte e due poi anche attrici. Il figlio Karl Sontag fu pure attore e drammaturgo.
Nel 1837, ella si ritirò dal palco scenico e si stabilì a Dresda. Vi morì il 10 aprile 1865 e fu sepolta nel Vecchio cimitero cattolico.

## Interpretazioni
- Zerline in Fra Diavolo di Daniel-François-Esprit Auber
- Thekla nella Wallensteins Tod (La morte di Wallenstein) di Friedrich Schiller
- Portia ne Il mercante di Venezia di William Shakespeare
- Recha in Nathan il saggio di Gotthold Ephraim Lessing
- Elsbeth in Das Turnier zu Kronstein (Il torneo di Kronstein) di Franz Ignaz von Holbein
- Il ruolo del titolo nella Maria Stuart di Friedrich Schiller